# Stamhus
Stamhus är en i släkten nedärvd byggnad eller gård som (adels)släkt stammar från, ett fideikommiss är ett specialfall av ett stamhus.
Begreppet används också av olika ordenssällskap, till exempel frimurarorden, och syftar då på den byggnad där en loge har sina sammanträden, sitt arkiv, bibliotek, samlingar, sällskapsrum, med mera.